# Llista d'alcaldes d'Aiguafreda
Llista d'alcaldes d'Aiguafreda:
- Joan Garriga i Griñé (1900 - 1902)
- Nicolau Colomer i Bellit (1902 - 1904)
- Ramon Fitó i Mora (1904 - 1906)
- Bonaventura Bassas i Aregall (1906 - 1914)
- Miquel Salgot i Morell (1914 - 1916)
- Daniel Cruells i Aregall (1916 - 1920)
- Joan Aregall i Soler (1920 - 1922)
- Ignasi Nadal i Camps (1922 - 1923)
- Pere Grifell i Vilardaga (1923 - 1924)
- Daniel Cruells i Aregall (1924 - 1925)
- Joan Aregall i Soler (1925 - 1925)
- Ramon Figueras i Pinós (1925 - 1930)
- Ignasi Nadal i Camps (1930 - 1931)
- Joan Puigdollers i Fontseré (1931 - 1934)
- Jaume Sobrevias i Bou (1934 - 1936)
- Josep Baqué i Font (1936 - 1937)
- Francesc Casacuberta i Roca (1937 - 1939)
- Rupert Roldós i Gómez (1939 - 1940)
- Josep Felius i Riera (1940 - 1941)
- Miquel Salgot i Morell (1941 - 1942)
- Pere Soldevila i Siurans (1942 - 1952)
- Joan Salgot i Garriga (1952 - 1970)
- Jaume Soldevila i Molist (1970 - 1979)
- Ramon Fondevila i Cunillera (1979 - 1983)
- Ramon Mir i Sala (1983 - 1999)
- Joan Vila i Matabacas (1999 - 2007)
- Jordi Sambola i Serres (2007 - 2011)
- Joan Vila i Matabacas (2011 - 2019)
- Miquel Parella i Codina (2019 - )